# Un ragazzo d'oro
Pour plus de détails, voir Fiche technique et Distribution.
Un ragazzo d'oro est un film italien réalisé par Pupi Avati, sorti en 2014.

## Fiche technique
- Titre : Un ragazzo d'oro
- Réalisation : Pupi Avati
- Scénario : Pupi Avati et Tommaso Avati
- Photographie : Blasco Giurato
- Musique : Raphael Gualazzi
- Pays d'origine : Italie
- Genre : drame
- Date de sortie : 2014

## Distribution
- Riccardo Scamarcio : Davide Bias
- Sharon Stone : Ludovica Stern
- Cristiana Capotondi : Silvia
- Giovanna Ralli : Mère de Davide
- Ascanio Balbo : Nik
- Lucia Rossi : Beatrice
- Valeria Marini